# Хофф, Тед
Маршиан Эдвард «Тед» Хофф, мл. (англ. Marcian Edward "Ted" Hoff, Jr, род. 28 октября 1937 года в Рочестере, штат Нью-Йорк, США) — один из изобретателей микропроцессора.

## Биография
Тед Хофф родился 28 октября 1937 года в Рочестере, США. В 1957 году закончил Политехнический институт Ренсселера по специальности «Электротехника». Во время летних каникул Хофф работал в рочестерской компании Railway Signal Company. Разработки, сделанные в это время, легли в основу его первых двух патентов. Тед Хофф поступил в Стэнфорд как стипендиат фонда National Science Foundation, где получил степень магистра (1959), а затем доктора наук (1962) в области электротехники. Четыре года занимался научной работой в Стэнфорде. Во время работы над докторской диссертацией совместно с профессором Бернардом Уидроу разработал алгоритм построения фильтров по методу наименьших квадратов.
В 1968 году Тед Хофф начал работать в Intel. Он стал двенадцатым сотрудником недавно образованной компании и первым Intel Fellow — «настоящим интеловским парнем».
Работая в Intel, Хофф предложил новую концепцию ячейки памяти, для которой требовалось только три транзистора вместо четырех, а также меньшее количество контактов между ними. Это предложение легло в основу схемы 1102.
Вместе с Федерико Фаджином и Масатоси Сима был ведущим разработчиком первого коммерчески доступного однокристального микропроцессора Intel 4004. Тед Хофф разработал маленький и недорогой чип, который можно было использовать для множества устройств: компьютеров, калькуляторов, фотоаппаратов и пр. Первым изделием, работавшим на основе этого микропроцессора, стал японский печатающий калькулятор Busicom 141-PF. Вклад Хоффа состоит в том, что он предложил сократить число микросхем, передав основные функции центральному процессору.
Тед Хофф ушел из Intel в 1982 году на должность вице-президента Atari. В 1986 перешел на работу в Teklicon Inc на должность генерального технического директора.

## Награды
- В 1954 году Тед Хофф стал финалистом научного конкурса Westinghouse Science Talent Search (сейчас называется Intel Science Talent Search).[6]
- В 1979 году награждён медалью Стюарта Баллантайна (англ. Stuart Ballantine Medal).
- В 1980 году получил премию IEEE Cledo Brunetti Award.
- В 1994 году получил Премию Эдуарда Рейна.
- В 1996 году получил премию Института Франклина и был включен в Национальный зал славы изобретателей США.
- В 1997 году получил Премия Киото.
- В 2009 году Тед Хофф получил Национальную медаль США в области технологий и инноваций[7]
- В 2011 году — IEEE/RSE Wolfson James Clerk Maxwell Award.[8]